# ستيغ يندستروم
ستيغ يندستروم هو مبارز بالسيف سويدي، ولد في 4 سبتمبر 1904 في ستوكهولم في السويد، وتوفي في 15 ديسمبر 1975.

## وصلات خارجية
- ستيغ يندستروم على موقع أوليمبيديا (الإنجليزية)
- ستيغ يندستروم على موقع اللجنة الأولمبية السويدية (السويدية)